# لئونارد آدلمن
لئونارد آدلمن (به انگلیسی: Leonard Adleman) (زاده ۳۱ دسامبر، ۱۹۴۵)، دانشمند علوم نظری رایانه و استاد علوم کامپیوتر و زیست‌شناسی مولکولی در دانشگاه جنوب کالیفرنیا است. او همچنین به دلیل ایجاد زمینه دی‌ان‌ای رایانه شناخته شده است.

## نقش آدلمن در پیدایش محاسبات دی‌ان‌ای
در سال ۱۹۹۴ آدلمن پیشنهاد استفاده از دی‌ان‌ای در حل مسائل ریاضی را داد. او بعد از انجام یک سری تحقیقات دریافت که دی‌ان‌ای توانایی انجام محاسبات ریاضی را دارد. در حقیقت دی‌ان‌ای در انجام ذخیره اطلاعات شباهت زیادی به هارد دیسک کامپیوتر دارد.
آدلمن را حتی کاشف این خاصیت می‌نامند. مقاله او در ژورنال ساینس در سال ۱۹۹۴ به توضیح این پرداخت که چگونه می‌توان از دی‌ان‌ای برای حل مسئله مسیر همیلتن استفاده کرد.
آدلمن این مسئله را با هفت شهر و با محاسبات دی‌ان‌ای انجام داد. قدم‌هایی که او برای این کار انجام داد عبارتند از:
- او رشته‌های داخل دی‌ان‌ای‌ها را به عنوان شهرها انتخاب کرد. در ژنتیک، کدها با حروف A, T، C و G مشخص می‌شوند. ترکیب این حروف شهرها و مسیرهای گذر از آن‌ها را مشخص می‌کرد.
- هر کدام از این مولکولهایی که یک مسیر را مشخص می‌کند با متصل شدن به هم جواب‌های احتمالی مسئله را نشان می‌دهند.
- جواب‌های اشتباه طی یک واکنش شیمیایی از بین می‌روند.

این آزمایش نشان داد که دی‌ان‌ای قابلیت انجام محاسبات ریاضی را دارد ولی استفاده از آن‌ها در این حد هرگز نمی‌تواند با کامپیوترهای سیلیکونی رقابت کند.